# Henry John Cecil Turner
Pour les articles homonymes, voir Turner.
Henry Turner (Wartling, 1850 - av. 1900) est un joueur de rugby anglais. Il est l'un des premiers joueurs internationaux anglais de rugby, ayant participé comme avant au tout premier match international de l'histoire opposant l'Angleterre à l'Écosse le 27 mars 1871.

## Biographie

### Jeunesse et famille
Henry John Cecil Turner naît le 23 janvier 1850 à Wartling, dans le Sussex de l'Est, dans l'Angleterre du Sud-Est, et est baptisé le 3 mars dans l'église paroissiale.
Il est le fils cadet de John Turner (1817 à 1858) et de Louisa Kemp (née en 1824). Son père est alors curé de Wartling ; diplômé du Balliol College de l'université d'Oxford (BA en 1838, MA en 1844), il devint recteur de Tiffield en 1853 et meurt en 1858, tandis que Henry n'a que 8 ans. Celui-ci a au moins deux frères, Edmund Malcolm Turner (né en 1847) et Cyril James (né en 1852, qui deviendra membre de Lloyd's of London), et deux sœurs, Ellen (née vers 1849) et Alice Mary (1854-1945). 
Henry fait ses études au Lancing College (en), une public school située près de Lancing, dans le Sussex de l'Ouest, de 1861 à 1867. Il y aurait été un contemporain de Reg Birkett, qui deviendra son coéquipier en équipe d'Angleterre de rugby.

### Carrière

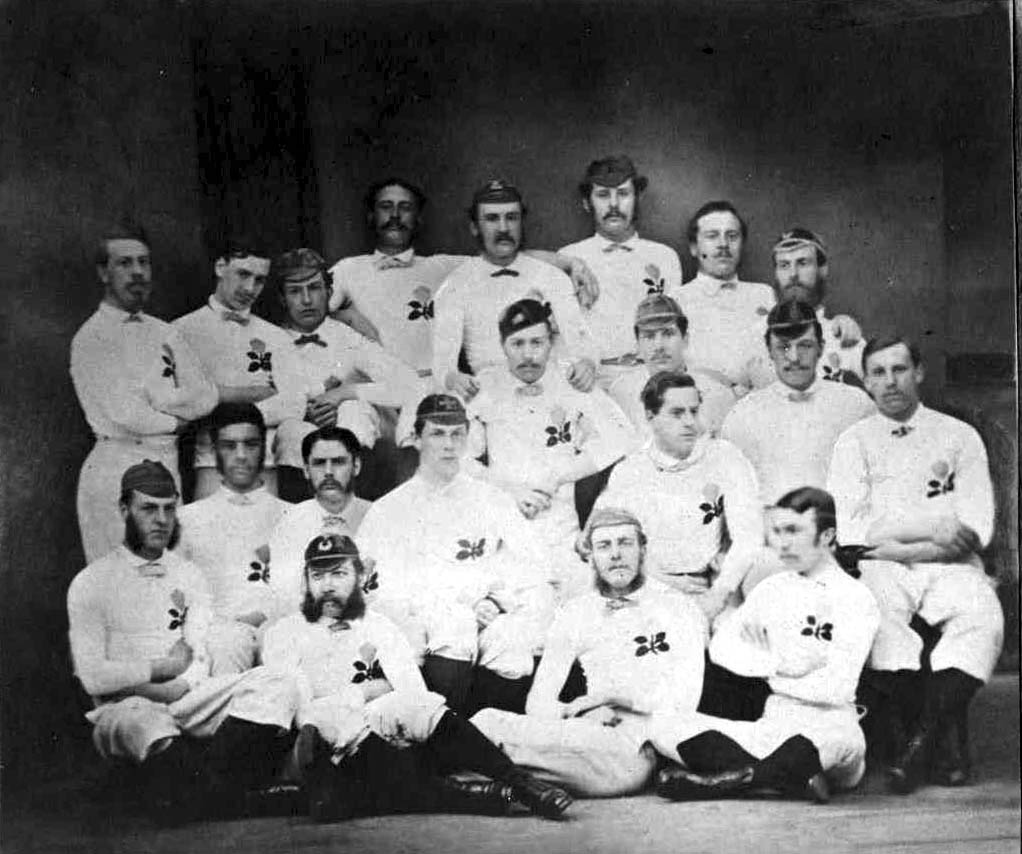
L'équipe d'Angleterre ayant disputé le premier match international de rugby de l'histoire, en 1871.

Henry Turner déménage à Manchester, où il devient employé de banque. Il évolue au poste de forward (avant) au sein du Manchester Football Club.
Accompagné de ses coéquipiers de club Arthur Gibson, William MacLaren et Richard Osborne, Turner est sélectionné pour représenter l'Angleterre lors du tout premier match international de rugby de l'histoire, contre l'Écosse, ayant lieu le 27 mars 1871 à Édimbourg. L'Écosse l'emporte 1 à 0 en inscrivant 2 essais et 1 transformation contre 1 essai non transformé pour l'Angleterre (seules les transformations rapportaient des points à l'époque),.
Comme douze autre joueurs, c'est le seul match international qu'il joue de sa carrière. Dans son cas, cela pourrait s'expliquer par le fait qu'il pourrait avoir émigré aux États-Unis pour rejoindre son frère Edmund.
Son ancienne école, Lancing College (en), l'a enregistré comme décédé dans une publication de son registre en 1900, mais aucune date ni aucun détail n'ont été donnés.